# آندوور (کانزاس)
آندوور (به انگلیسی: Andover) شهری در ایالت کانزاس کشور ایالات متحده آمریکا است که جمعیت آن در سرشماری سال ۲۰۱۰ میلادی، ۱۱٬۷۹۱ نفر بوده‌است.